# Россия (дизель-электроход)
«Росси́я» — советское морское пассажирское судно, дизель-электроход.
Построено в 1938 году в Германии в Гамбурге. Носило название Patria. Есть версия, что это судно, по свидетельству многих очевидцев, одно время называлось «Адольф Гитлер». Имело шесть дизель-генераторов МАН и два ходовых гребных электродвигателя АЕG. 27 августа 1938 года Patria ушла в свой первый рейс из Гамбурга в Южную Америку (Панама и далее к западному побережью). До 1940 года судно эксплуатировалось в водах, омывающих западную часть Южной Америки.
Во время Второй мировой войны использовалось как плавбаза германских ВМС в Штеттине. В конце войны (1945) Patria находилась во Фленсбурге на севере Германии, в районе Кильского канала, располагавшегося в английской зоне оккупации, где заблаговременно был сконцентрирован почти весь военный и торговый флот Германии. В этом городе в мае 1945 года находилось правительство адмирала Дёница, которому Гитлер передал власть перед своим самоубийством.
10 мая 1945 года во Фленсбург прибыла союзная контрольная комиссия: британский бригадир Фоорд, американский генерал-майор Рукс, позднее к ним присоединился советский генерал Трусов. По предложению Трусова комиссия расположилась на лайнере Patria. 23 мая Дёниц, Йодль и фон Фридебург были вызваны на борт теплохода Patria, где была расквартирована контрольная комиссия, и арестованы. Адмирал фон Фридебург, который получил разрешение вернуться в свою комнату, покончил с собой, приняв яд.
В 1945—1946 годах «Патрия», захваченная англичанами, оставалась у них как военный транспорт под наименованием Empire Welland, и пока оформлялись репарационные списки, успела сделать два рейса Ливерпуль — Нью-Йорк.
7 февраля 1946 года дизель-электроход был получен СССР в числе других судов по репарации и передан на баланс Черноморского пароходства под наименованием «Россия».
До мая 1947 года «Россия» работала на первой международной линии, созданной в Черноморском пароходстве после Великой Отечественной войны (Одесса — Нью-Йорк), сделала несколько спецрейсов по перевозке репатриантов из Бейрута в порт Батуми.
До 1954 года «Россия» ходила, в основном, на Крымско-Кавказской линии (Одесса — Батуми), где пользовалась огромной популярностью у отдыхающих и часто брала на борт ещё дополнительно до 200—250 (а при необходимости до 500) «палубных» пассажиров, которые ночевали в шезлонгах на прогулочных палубах, не имея собственных каютных мест. Вещи такие пассажиры сдавали в камеры хранения.
Ночью 7 августа 1967 года за борт «России», совершавшей рейс между Ялтой и Новороссийском, выбрались Олег Соханевич и Геннадий Гаврилов, решившиеся на рискованный побег из СССР. В воде они надули спрятанную в мешке резиновую лодку и стали грести на юг. На девятый день они добрались до турецкого берега, проплыв свыше 300 км
Позже судно, продолжая обслуживать Крымско-Кавказскую линию, стало выходить в отдельные спецрейсы на Кубу, в страны Западной Африки. В 1978 году «Россия» перевозила на Кубу участников Всемирного фестиваля молодёжи и студентов по маршруту Одесса — Лас Пальмас — Алжир — Гавана.
Технической особенностью судна была его электрическая сеть с заземлённой нейтралью; в то время, как на морских судах по соображениям безопасности применяются исключительно системы с изолированной нейтралью. В данном случае «землёй» служил корпус судна. Несмотря на это, каких-либо несчастных случаев, связанных с поражением электротоком или возгоранием электрооборудования, не было.
Судно было списано и разделано в 1985 году на металлолом в Японии.
Теплоход снят в эпизодах художественных кинофильмов «Голубые дороги» (1947), «Запасной игрок» (1954), «Потерянная фотография» (1959), «Иностранка» (1965), «Бриллиантовая рука» (1968), «Контрабанда» (1974), «Поворот» (1978) и «Как молоды мы были» (1985).

## См. также

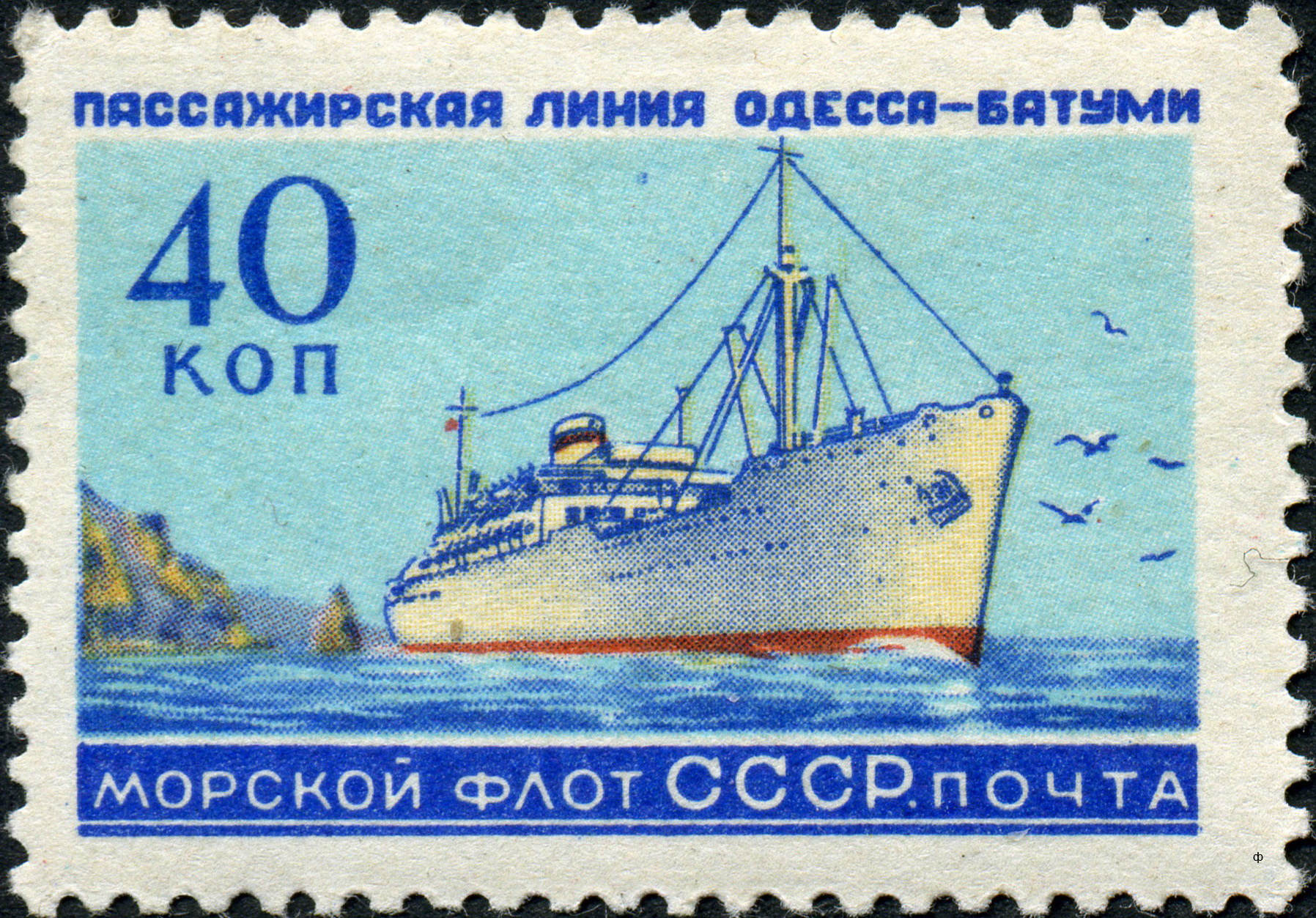
Дизель-электроход «Россия» (Одесса - Батуми) на почтовой марке СССР 1959 года